# Historia del Equipo de Copa Davis de España en los años 2000

## 2000-2004

### 100 años después, España gana su primera Copa Davis
En las eliminatorias de la Copa Davis 2000 España derrotó a Italia (4-1), Rusia (4-1) y a Estados Unidos en semifinales por un contundente 5-0, si bien en este enfrentamiento el equipo estadounidense no contó con sus grandes estrellas (Pete Sampras y Andre Agassi). En la otra semifinal, Australia se impuso con claridad a Brasil (5-0).
La final se disputó en el Palau Sant Jordi de Barcelona entre los días 8 y 10 de diciembre de 2000 sobre tierra batida y ante 14.000 espectadores; el equipo español estuvo formado por los tenistas Àlex Corretja, Juan Carlos Ferrero, Albert Costa y Joan Balcells y el australiano por Lleyton Hewitt, Patrick Rafter, Mark Woodforde y Sandon Stolle. Un día antes del comienzo de la final, en el Patio de los Naranjos del Palacio de la Generalidad de Cataluña en el cual se realizó el sorteo de los partidos, se confirmó la sorprendente decisión del G-4 (los cuatro capitanes del equipo español: Javier Duarte, Josep Perlas, Juan Avendaño y Jordi Vilaró), de que Albert Costa jugase el primer partido, en lugar del líder del equipo y número 1 del tenis español, Alex Corretja.
La primera jornada de la final acabó 1-1; en el primer encuentro, que duró 4 horas y 9 minutos, Albert Costa perdió por 3-6, 6-1, 2-6, 6-4 y 6-4 ante Hewitt, pero Ferrero salvó la situación en el segundo al vencer a Rafter por 6-7 (4-7), 7-6 (7-2), 6-2 y 3-1 (Rafter tuvo que abandonar tras tropezarse en una volea y lesionarse). En la segunda jornada, en el partido de dobles, Alex Corretja y Joan Balcells (que no perdió su saque en ninguno de los tres sets) vencieron a la pareja australiana (Mark Woodforde y Sandon Stolle) por 6-4, 6-4 y 6-4 en un encuentro que duró 2 horas y 14 minutos.
En la tercera jornada, presidida en el palco por los Reyes de España, Juan Carlos Ferrero venció a Lleyton Hewitt en un partido memorable por 6-2, 7-6 (7-5), 4-6 y 6-4, lo que significó que España fuese la décima nación campeona de este torneo centenario. La final acabó con el marcador global de 3-1, ya que por mutuo acuerdo, los capitanes Javier Duarte y John Newcombe acordaron que el quinto punto no se disputara.
La conquista de la Copa Davis se convertía en el triunfo más importante en la Historia del deporte español en los últimos años.

### De 2001 a 2002
Entre el 9 y el 11 de febrero de 2001 España defendió su título ante Holanda, en una pista de moqueta montada en el Sportcentrum de Eindhoven. En la primera jornada Juan Carlos Ferrero perdió por 6-7 (5-7), 7-6 (9-7), 3-6, 7-6 (7-3) y 6-4 ante Raemon Sluiter, mientras que Carlos Moyá hizo lo propio ante Sjeng Schalken por 6-4, 7-5 y 6-4.
En la segunda jornada la pareja española formada por Alex Corretja y Joan Balcells no pudo hacer nada frente a la pareja local formada por Paul Haarhuis y Sjeng Schalken, con los cuales perdieron por 4-6, 6-3, 7-6 (7-3) y 7-6 (12-10). Por sexta vez en la historia el campeón de la Copa Davis caía eliminado en la primera ronda del año siguiente (anteriormente habían sido las selecciones de Suecia en 1976 y 1999, Estados Unidos en 1983 y 1994 y Francia en 1997).
Durante los días 21 a 23 de septiembre de 2001 en Albacete, España venció a Uzbekistán por 4-0 en la eliminatoria para seguir formando parte del Grupo Mundial.
Entre los día 8 y 10 de febrero de 2002, se disputó en el pabellón Príncipe Felipe de Zaragoza (era la primera vez que la capital maña acogía una eliminatoria de este torneo) la eliminatoria de primera ronda, en la cual España eliminó con más apuros de los previstos a Marruecos por 3-2. En la tercera jornada, Ferrero perdió ante Younes El Aynaoui por 7-6 (2), 6-0, 3-6, 0-6, 6-3, en tres horas y 26 minutos, pero Correjta salvó la situación al vencer a Karim Alami por 6-3, 6-0, en una hora y cuarto, ya que el jugador marroquí se retiró por una lesión.
Entre los días 5 y 7 de abril de 2002, se disputó en Houston la eliminatoria de cuartos de final en la que España fue eliminada a manos de Estados Unidos por 3-1. En la primera jornada Andy Roddick venció a Tommy Robredo por 6-3, 7-5 y 7-6 (9-7) mientras que Álex Corretja consiguió vencer con dos sets en contra al siete veces ganador de Wimbledon, Pete Sampras, por 4-6, 4-6, 7-6 (7-4), 7-5 y 6-4 en un partido que duró 3 horas y 55 minutos y al cual le privó de su victoria número 100 en la superficie de hierba. En la segunda jornada Todd
Martin y James Blake se impusieron al dúo compuesto por Joan Balcells y el debutante Alberto Martín por 6-1, 6-4 y 6-4. En el cuarto partido, Andy Roddick venció a 'Beto' Martín por 6-2, 6-4 y 6-2 lo que significó el pase a semifinales de los Estados Unidos. Se disputó un quinto partido que fue suspendido por la lluvia cuando Robredo ganaba por 6-1 y 5-4 a James Blake.

### Finalistas en 2003
La final se disputó en el Rod Laver Arena de Melbourne (Australia), entre los días 28 y 30 de noviembre de 2003, dicha final deparó un increíble suceso durante la ceremonia inaugural, ya que en lugar de interpretarse el Himno de España, el que sonó fue el Himno de Riego, ante el desconcierto de "la Armada española" y los silbidos del público español allí presente. El entonces secretario de Estado para el Deporte, Juan Antonio Gómez Angulo, abandonó el palco junto con los demás miembros de la delegación española y les dijo a los jugadores que no empezasen a jugar, hasta obtener una aclaración por parte de la Federación Australiana de Tenis. En el aspecto deportivo, la primera jornada terminó con el resultado de 1-1; en el primer partido Ferrero estuvo a punto de vencer a Lleyton Hewitt en un partido que duró cerca de 4 horas, pero pese a dominar a su rival durante la primera mitad del encuentro, tuvo un mal momento en el desempate del cuarto set (7-0) y un bajón físico en el quinto, que dieron la vuelta al choque a favor del australiano (3-6, 6-3, 3-6, 7-6, 6-2); en el segundo encuentro, Carlos Moyá venció con menos problemas de los previstos a Mark Philippoussis por 6-4, 6-4, 4-6, 7-6. En la segunda jornada, que empezó tras haberse interpretado el Himno de España reparando así el error del día anterior, la pareja española formada por Corretja y Feliciano López no pudo hacer nada en el partido de dobles frente a Todd Woodbridge y Wayne Arthurs, perdiendo 6-3, 6-1 y 6-3. En el cuarto partido en la tercera jornada se acabó el sueño español cuando Ferrero perdió ante Mark Philippoussis por 7-5, 6-3, 1-6, 2-6 y 6-0.

### La segunda "Ensaladera" en 2004
El equipo español obtuvo un nuevo triunfo en la Copa Davis 2004. Tras superar en las eliminatorias a las selecciones de la República Checa, Países Bajos y Francia, que fue el rival a batir en semifinales, el equipo español consiguió alcanzar la final, en la que se enfrentó a la selección de los Estados Unidos, que a su vez dejó en el camino a las selecciones de Austria, Suecia y Bielorrusia.
La final se disputó en el estadio Olímpico de La Cartuja de Sevilla, que congregó a más de 27.000 personas entre los días 3 y 5 de diciembre de 2004; el equipo español estuvo formado por los tenistas Juan Carlos Ferrero, Carlos Moyá, Rafael Nadal y Tommy Robredo, mientras que los representantes estadounidenses capiteaneados por Patrick McEnroe fueron Andy Roddick, Mardy Fish y los hermanos Bob y Mike Bryan.
Un día antes del comienzo de la final se realizó el sorteo de los emparejamientos y se confirmó la sorprendente decisión del G-3 (los 3 capitanes de "la Armada": Jordi Arrese, Juan Avendaño y Josep Perlas) de que el jovencísimo Rafael Nadal fuese designado como el número dos del equipo español, en lugar de Juan Carlos Ferrero, ex-número 1 del ranking de la ATP en 2003.
En los dos primeros encuentros individuales, Moyá se impuso con facilidad a Fish (6-4, 6-2 y 6-3) y Nadal, que participaba en una final con tan sólo 18 años, logró derrotar a Roddick tras superar la pérdida del primer set (6-7, 6-2, 7-6 y 6-2).
En el partido de dobles, la pareja española formada por Robredo y Ferrero apenas pudo oponer resistencia a la superioridad de los hermanos Bryan (0-6, 3-6 y 2-6).
En un disputado cuarto partido correspondiente a la tercera jornada, en la cual se encontraban en el palco los Príncipes de Asturias (que ese mismo año contrajeron matrimonio), Moyá logró vencer a Roddick (6-2, 7-6 y 7-6) dándole el triunfo a España. En el intranscendente último encuentro, Robredo fue derrotado por Fish (6-7 y 2-6).
Con un resultado final de 3-2, el equipo español conquistó su segunda Copa Davis y Rafa Nadal se convirtió en el jugador más joven de la historia en ganarla, con 18 años y 187 días, superando al australiano Pat Cash que lo había hecho con 18 años y 215 días.
Además, hay que destacar que "la Ensaladera" fue entregada a la ciudad de Madrid, como muestra de apoyo a la candidatura de la capital de España para celebrar los Juegos Olímpicos de 2012.

## 2005-2009

### Eliminados en primera ronda durante dos años seguidos (2005 y 2006)
La defensa del título conseguido en Sevilla en diciembre de 2004, acabó en la primera ronda de la competición disputada entre los días 4 y 6 de marzo de 2005 en Bratislava, ya que Eslovaquia eliminó a España (que estaba capitaneado por el G-2) con un contundente 4-1. Durante la primera jornada de la eliminatoria, España perdió por 2-0, tras las victorias de Beck ante Feliciano López por (6-4, 7-5 y 6-3) y la de Dominik Hrbaty ante el debutante Fernando Verdasco por (6-3, 6-4, 6-7 y 6-3).
En la segunda jornada, debutó una dupla formada por Rafael Nadal y Albert Costa, aunque no dio resultado, ya que cedió el tercer y definitivo punto ante los eslovacos Martinak-Beck por 7-6 (7/3), 6-4 y 7-6 (10/8).
En la intranscendente tercera jornada, Fernando Verdasco salvó a España de la humillación total al imponerse al eslovaco Kamil Capkovic por 6-2 y 6-2 en el último partido, ya que en el penúltimo, Michal Mertinak derrotó sin paliativos a López por 6-0 6-7(3) y 6-4.
Entre los días 10 al 12 de febrero de 2006, España capitaneada desde noviembre de 2005 por Emilio Sánchez Vicario, volvió a estar desafortunada en la primera ronda de la competición al perder en una pista sintética cubierta con Bielorrusia por 4-1 en Minsk. Cabe destacar, que Nadal no pudo formar parte del equipo. La primera jornada dejó un saldo desolador para los intereses españoles, en el primer partido Tommy Robredo no pudo conseguir evitar romper la imbatibilidad como local de Max Mirnyi (que ostenta la racha de 14 victorias consecutivas cuando su equipo actúa en casa) ante el que fue batido por 6-3, 6-7 (5), 6-3 y 6-3, en el segundo encuentro el entonces número 10 del ranking de la ATP y debutante: David Ferrer se vio sorprendido ante Vladimir Voltchkov (301 del ranking) al ser batido por 6-3, 6-4 y 6-3. La diferencia de ranking no quedó reflejada en la pista rápida de Minsk. En la segunda jornada, la pareja española formada por Feliciano López y Fernando Verdasco no pudieron hacer nada ante la pareja bielorrusa, formada por Max Mirnyi y Vladimir Voltchkov, y perdieron también el tercer punto de la eliminatoria (7-6, 6-4 y 7-5). El conjunto español, nunca en su historia ha logrado remontar un 2-0 adverso en esta competición. En la intrascendente tercera jornada, como ocurrió en el año anterior, pero está vez fue David Ferrer quien evitó que España se marchara de Minsk sin conseguir ni un solo punto, al vencer a Serguei Tarasevitch (por aquel entonces n.º 1252 del ranking de la ATP) por 6-2 y 6-1 en 53 minutos. Este resultado global de la eliminatoria condenó como ocurrió en el año anterior, al equipo español a luchar por la permanencia en el Grupo Mundial en el mes de septiembre.

### 2007: Sin Nadal y contra los EE. UU. es misión imposible
Entre los días 9 al 11 de febrero de 2007, España disputó los octavos de final de la competición, en los que ganó por 3-2 a Suiza en Ginebra en una pista rápida de Taraflex. El equipo helvético estaba muy debilitado por la anunciada ausencia de Roger Federer. En el mismo día de que empezara la primera jornada, se confirmó que los dos Números 1 (Wawrinka y Nadal) no podrían disputar sus respectivos encuentros, debido sendas lesiones.

En la segunda jornada, en el partido de dobles, la pareja formada por Verdasco y Feliciano López derrotó a la pareja suiza compuesta por Yves Allegro y Marco Chiudinelli en un partido agónico que estuvo a punto de durar 5 horas, con el resultado de 7-6(5), 6-7(3), 6-7(2), 6-1 y 12-10.

### ElMarPlatazoen 2008
España comenzó su andadura en la edición de 2008, en Lima (Perú). Los partidos se tuvieron que disputar por la tarde debido a un fuerte calor veraniego en la capital peruana.
Entre los días 21 y 23 de noviembre, se celebró la final del torneo, en el pabellón estadio Polideportivo Islas Malvinas de Mar del Plata. El equipo español capitaneado por Emilio Sánchez Vicario, estaba muy mermado
En la tercera jornada, Fernando Verdasco venció a José Acasuso en un partido muy igualado hasta el quinto set, 6-3, 6-7, 4-6, 6-3 y 6-1.
Como curiosidad habría que destacar que España ganó otra gran final, esta de Copa Davis, de nuevo sin su máxima estrella, Rafael Nadal, tal y como sucedió en la final de la Eurocopa de ese mismo año, en la que faltó el máximo goleador de la competición, el delantero David Villa, y como pasó con Pau Gasol, que no jugó la final del Mundial de baloncesto de 2006 ante Grecia.
Con este triunfo culminaba el mejor año de la Historia del tenis español, tras las victorias de Nadal en dos Grand Slam (Ganaba su cuarto Roland Garros consecutivo y su primer Wimbledon tras vencer en una final mítica a Federer), la conquista de dos medallas en Pekín (Oro en individuales para Rafa y plata de la pareja Virginia Ruano y Anabel Medina) y la posición del propio Nadal al frente del ranking de la ATP.

### Campeones de la cuarta Copa Davis en 2009
La final de la Copa Davis del año 2009 se disputó entre los días 4 y 6 de diciembre en el Palau Sant Jordi de Barcelona ante 16.500 espectadores y tuvo a la selección de la República Checa como rival. En la primera jornada, España ya ganaba por 2-0, después de que en el primer partido, Nadal venciera a Tomáš Berdych por 7-5, 6-0 y 6-2 después de dos horas y 28 minutos de partido. En la segunda jornada, la cual estaba presidida por el príncipe Felipe en el palco, se disputó el partido de dobles entre la pareja local; Fernando Verdasco (el madrileño jugó su encuentro con la camiseta de la selección española de fútbol)
También se debe destacar que Albert Costa se convirtió en el séptimo hombre y primer español en ganar la Copa Davis como jugador (en 2000) y como capitán.

Además, España se convirtió en el cuarto país en conseguir dos títulos consecutivos de Copa Davis desde la creación del Grupo Mundial en 1981, desde que Suecia revalidase en 1998, en Milán, el título logrado un año antes en Gotemburgo, contra los Estados Unidos, ningún país desde entonces había conseguido levantar la Ensaladera dos años consecutivos.